# PhysX
PhysX (МФА: [ˈfɪzɛks], произносится [фи́зикс]) — связующее программное обеспечение (англ. middleware), кроссплатформенный физический движок для симуляции ряда физических явлений, а также комплект средств разработки (SDK) на его основе. Первоначально разрабатывался компанией Ageia для своего физического процессора PhysX. После того, как Ageia была приобретена nVidia, движок перешёл в собственность компании nVidia, которая продолжает его дальнейшую разработку. nVidia адаптировала движок для ускорения физических расчётов на своих графических чипах с архитектурой CUDA. PhysX может также производить вычисления с использованием обычного процессора. В настоящее время PhysX доступен на следующих платформах: Windows, Linux, macOS, Wii, PlayStation 3, Xbox 360, PlayStation 4, Xbox One, Android, iOS (аппаратное ускорение возможно только на платформе Windows). Движок используется во многих играх и активно предлагался для продажи (лицензирования) всем желающим, для различных платформ.
С 3 декабря 2018 года исходный код PhysX был перелицензирован под открытой лицензией BSD-3.

## Описание
Подпрограммное обеспечение PhysX SDK позволяет разработчикам игр избегать написания собственного программного кода для обработки сложных физических взаимодействий в современных компьютерных играх. 20 июля 2005 года компания Sony лицензировала PhysX SDK для использования в своей игровой приставке седьмого поколения PlayStation 3. PhysX SDK может использоваться не только в среде Microsoft Windows, но и также в Linux, однако поддержка процессора PhysX пока работает только для Windows.
В отличие от большинства других физических движков, которые поставляются и устанавливаются вместе с игрой, PhysX SDK необходимо установить отдельно. Он устанавливается как отдельный драйвер. Если на компьютере установлена плата PhysX, то драйвер PhysX SDK при работе будет использовать её ресурсы. Если же PhysX отсутствует, то вычислительные задачи будут переноситься на центральный процессор.
Физический движок PhysX SDK состоит из трёх главных компонентов по обработке физики:
- обработка твёрдых тел (англ. rigid body);
- обработка тканей (англ. cloth);
- обработка жидкостей (англ. fluid);

После установки драйвера PhysX SDK присутствует возможность просмотреть работу этих трёх компонентов движка в действии.
13 февраля 2008 года компания NVIDIA приобрела Ageia, в результате чего PhysX SDK стал собственностью NVIDIA. Поддержка PhysX SDK была интегрирована в структуру CUDA, для которой уже есть множество драйверов под Linux. Таким образом, необходимость в выделенном физическом процессоре PhysX отпала. Поддержка PhysX SDK доступна для всех видеокарт производства Nvidia, начиная с серии 8ххх. Физический движок PhysX SDK теперь известен как NVIDIA PhysX SDK.
В марте 2008 года Nvidia заявила, что сделает PhysX SDK открытым стандартом, доступным для всех желающих. 24 июля 2008 года стало известно, что Nvidia выпустит WHQL-сертифицированный драйвер ForceWare с поддержкой ускорения физики 5 августа 2008 года.
В связи с прекращением поддержки Havok FX физический движок PhysX SDK являлся до 2010 года единственной технологией с поддержкой аппаратного ускорения. Начальную поддержку технологии аппаратного ускорения с помощью OpenCL получил другой физический движок Bullet, благодаря активной поддержке компании AMD.
Хотя PhysX SDK разработан для использования в компьютерных играх, он может быть применён и в других приложениях.
15 августа 2008 года компания NVIDIA выпустила драйвер ForceWare 177.83 с поддержкой PhysX в видеокартах GeForce серий 8, 9 и 200. Это немедленно расширило пользовательскую базу до более чем 70 миллионов человек во всем мире.
4 марта 2015 года компания NVIDIA объявила о доступности полных исходных кодов PhysX. Код движка поставлется в составе бесплатного PhysX SDK, подготовленного для Windows, Linux, macOS и Android

### Возможность запуска PhysX при стороннихGPU
28 июня 2008 года Эран Бэдит (англ. Eran Badit), участник ресурса NGOHQ.com Архивная копия от 7 июля 2008 на Wayback Machine, запустил аппаратную поддержку PhysX SDK на видеокарте Radeon HD 3870. Вначале компания NVIDIA отреагировала на инициативу Эрана Бэдита негативно, заявив, что это невозможно. Однако 9 июля 2008 года Бэдиту предложили вступить в команду разработчиков nVidia, открыли доступ к документации, SDK, аппаратному обеспечению и дали контакты инженеров. Было обещано, что модифицированные драйверы для карт ATI скоро станут доступны для загрузки. По другим данным, в свою очередь, компания ATI официально не поддержала инициативу Бэдита. Для написания официальных (не модифицированных) драйверов ATI с поддержкой PhysX компания nVidia предлагает лицензировать аппаратную поддержку CUDA, которая включает в себя PhysX. Однако технология CUDA конкурирует с технологией AMD FireStream.
В графических драйверах nVidia версии 186 была заблокирована возможность совместной работы двух графических карт, на которые установлены графические процессоры от разных производителей (AMD и nVidia). Таким образом, если раньше была возможность разделения вычислений по разным графическим картам (например, карта с процессором nVidia может рассчитывать игровую физику, а карта с процессором AMD — заниматься рендерингом изображения), то с версии 186, если в системе обнаружен GPU другого производителя (даже интегрированный в чипсет), то эта возможность блокируется. Кроме того, движок PhysX новой версии не поддерживает специализированные физические ускорители (PPU) PhysX, разработанные ещё Ageia, если в системе обнаружен GPU, выпущенный не NVIDIA.

Представитель nVidia объяснил эту ситуацию следующим образом: 
PhysX является открытым программным стандартом, и любая компания может свободно разрабатывать поддерживающее его аппаратное или программное обеспечение. NVIDIA поддерживает ускорение физических расчетов силами GPU NVIDIA, когда GPU NVIDIA используется и для графики... По многим причинам — частично из-за затрат на разработку, частично из-за затрат на тестирование и частично по деловым мотивам NVIDIA не будет поддерживать ускорение физических расчетов силами GPU, если графическая обработка выполняется GPU другого производителя.

## APEX PhysX
APEX — это высокоуровневая надстройка, которая по замыслу NVIDIA должна упростить внедрение PhysX в игровые проекты и ускорить процесс разработки. APEX позволяет художникам и дизайнерам создавать физические эффекты при минимальном участии программистов. Вместо низкоуровневого API PhysX, разработчику предоставляется набор инструментов для создания определённых физических эффектов на базе готовых APEX-модулей. Использование этих модулей обеспечивается интеграцией фреймворка APEX в игровые движки.

## Игровые движки
Игровые движки, использующие в качестве физической подсистемы компоненты PhysX SDK:
- Unreal Engine 3
- Unreal Engine 4
- Reality Engine
- Eclipse Engine
- Trinigy Vision Engine 6.0
- 4A Engine
- NeoAxis Engine
- Real Virtuality 4.0
- Unity
- Diesel Engine
- REDengine 3
- Torque 3D[англ.]
- AtmosFear
- 3D Rad
- Illusion Engine